# Jim Richards
James Buis Richards (Charlotte, 28 ottobre 1946 – 8 marzo 2022) è stato un giocatore di football americano statunitense che ha giocato nel ruolo di defensive back per tutta la carriera con i New York Jets della American Football League. Al college giocò a football al Virginia Polytechnic Institute and State University.

## Carriera professionistica
Richards fu scelto dai New York Jets nel corso dell'ottavo giro del Draft NFL 1968. Nella sua stagione da rookie disputò 12 partite nella stagione regolare, vincendo il campionato AFL battendo in finale gli Oakland Raiders e battendo poi nel Super Bowl III i favoritissimi Baltimore Colts. Nella stagione successiva disputò tutte le 14 gare della stagione regolare mettendo a segno 3 intercetti e ritornandoli per 48 yard. Si ritirò dopo due sole annate da professionista.

## Palmarès

### Franchigia
- Campionati AFL : 1

New York Jets: 1968
- Super Bowl : 1

New York Jets: III

## Statistiche
| Partite totali | 26 |
| Intercetti     | 3  |